# جون لوس (ضابط البحرية الملكية)
 كان الأميرال جون لوس (4 فبراير 1870 - 22 سبتمبر 1932) ضابطًا كبيرًا في البحرية الملكية خلال وبعد الحرب العالمية الأولى . لعب دورًا مهمًا في التطوير المبكر للطيران البحري البريطاني وتولى القيادة خلال معركة كورونيل ومعركة جزر فوكلاند في جنوب المحيط الأطلسي.

## النشأة و عائلته
ولد جون لوس في 4 فبراير 1870 في هالكومب ،  ملمسبوري في مقاطعة ويلتشير الإنجليزية. في عام 1902 ، تزوج من ماري دوروثيا تاكر  وأنجبا ثلاثة أطفال. الأكبر ، ألفريد ، ولد في 6 نوفمبر 1903 ، وانضم أيضًا إلى البحرية وكان ضابطًا تنفيذيًا في سفينة نورفولك خلال مطاردة البارجة الألمانية بسمارك .
توفي في تمرين تدريبي في 20 أكتوبر 1941.  وكان لدى ألفريد ابنتان. 
ولد السير جون ديفيد لوس في 23 يناير 1906 ، وانضم إلى البحرية وشغل منصب رئيس البحرية من 1963 إلى 1966.  ولد السير ويليام لوس في العام التالي وأصبح في وقت لاحق حاكم آدن من 1956 إلى 1960.
حفيدته الكبرى هي الكوميدية والممثلة ميراندا هارت .

## عمله في البحرية
انضم لوس إلى البحرية الملكية كطالب بحري في يناير 1883. تمت ترقيته إلى رتبة ملازم في 1 يناير 1892. من 25 يناير 1900 كان يتولى قيادة فريق التدريب على سفينة دولفين ومقرها في بورتسموث. كان مع هذه السفينة عندما شاركت في مراجعة الأسطول الذي عقد في سبيتهيد في 16 أغسطس 1902 لتتويج الملك إدوارد السابع . 
في يونيو 1909 ، تمت ترقية لوس إلى قائد  ومن أكتوبر 1910 إلى يناير 1912 كان قائد السفينة الحربية هيبرنيا . 
في عام 1917 ، تم تعيينه كومودور في المؤسسة المركزية للتدريب والخدمات الجوية البحرية الملكية في كرانويل . ومع ذلك ، في العام التالي عندما أصبح كرانويل جزءًا من سلاح الجو الملكي الجديد (RAF) ، تم استبدال لوس بالعميد هارولد دوجلاس بريجز الذي انتقل من البحرية إلى سلاح الجو الملكي. 

## سنواته الاخيرة
بعد تقاعده من البحرية ، عمل لوس كقبيل في ويلتشير من عام 1930 إلى عام 1931.   تمت ترقيته اميرالا و في قائمة المتقاعدين في 1 أبريل 1930.
توفي لوس في 22 سبتمبر 1932 في ويلتشير. وهناك نصب تذكاري له في دير ملمسبوري .